# MS Estonia
Az M/S Estonia egy RoRo (roll on/roll off ~ a járművek saját maguk fel- és lehajthatnak) komp volt, melyet 1979-ben Németországban, Papenburgban építettek. 1994. szeptember 28-án elsüllyedt a Balti-tengeren, 852 áldozatot követelve.
1980 és 1990 között a hajó Viking Sally néven Turku és Stockholm között közlekedett, 1991-ben Silja Star néven futott, majd 1991-1993 között Wasa King néven Vaasa és Umeå között teljesített szolgálatot. 1993 januárjában a svéd-észt EstLine Marine Company cég vásárolta meg. Az újra független Észtország ismét bekapcsolódott a balti térség vérkeringésébe a Tallinn—Stockholm kompjárattal, mely 1993. február 1-jén indult el. Ettől kezdve az Estonia oda-vissza járta a két város közötti egyéjszakás távot.

## Konstrukció

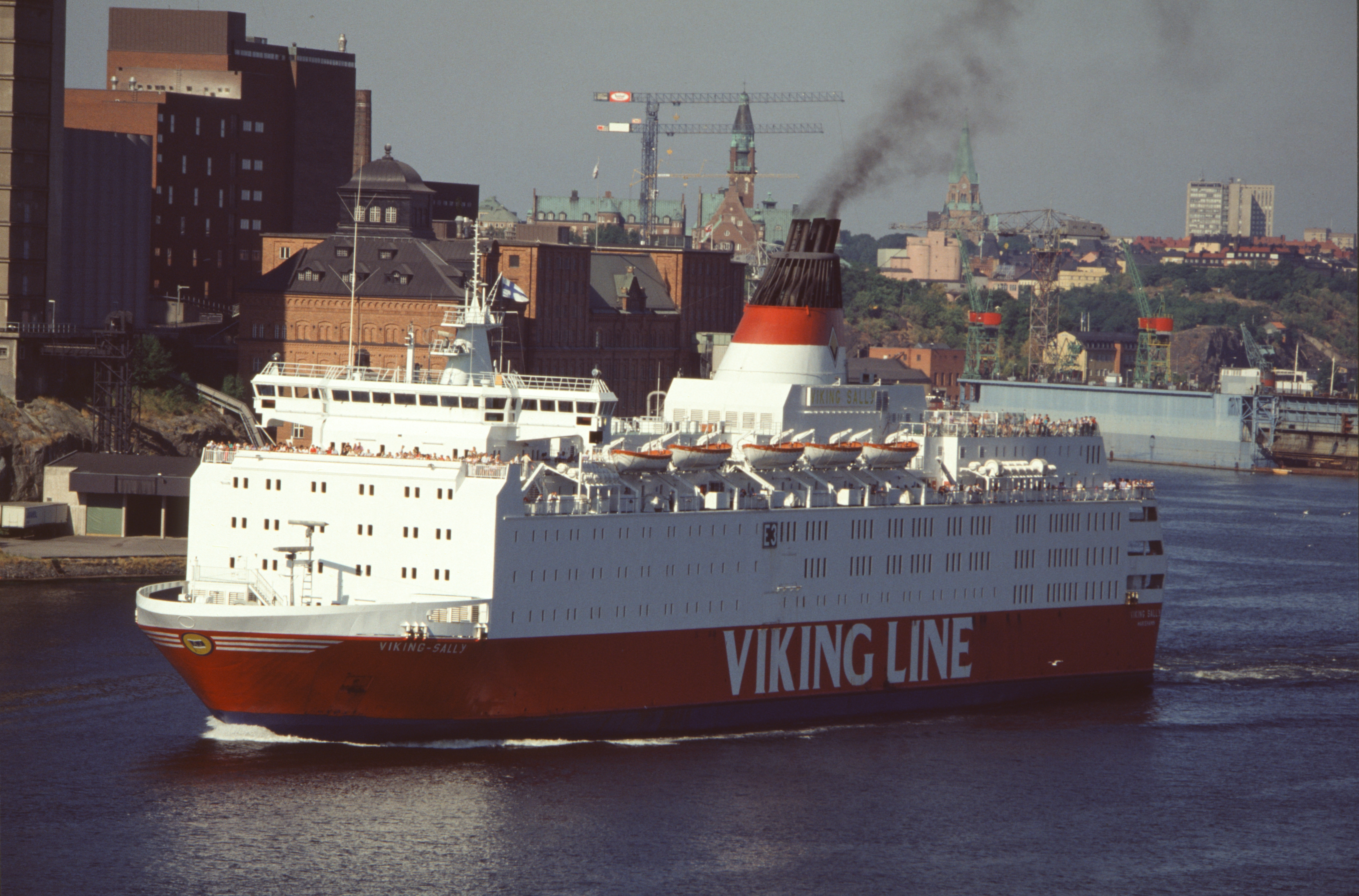
Az Estonia (még mint Viking Sally) 1980 körül

A hajót eredetileg a Meyer Werft-től rendelte meg egy norvég hajózási társaság, a Parley Augustsen, amely Norvégia és Németország között üzemeltetett hajókat. Az utolsó pillanatban a vállalat visszavonta a rendelését, és a Viking Line vásárolta meg helyette. Eredetileg a hajót a Diana II testvérhajójának szánták, amelyet 1979-ben épített a Viking Line. Amikor a vállalat átvette az építési szerződést, a hajót megnagyobbították: az eredeti hossza körülbelül 137-155 méter volt, és a komp felépítményét is nagyban megváltoztatták.
A Meyer Werft az 1970-es években több hajót is épített a partnercégei számára. A hajótest egy felfelé nyíló orrkapuban és egy rámpában végződött, ami bezáráskor a raktérbe került. A Diana II-ben is ugyanilyen rámpaszerkezetet alkalmaztak.

## A szerencsétlenség
Az Estonia-katasztrófa 1994. szeptember 28-án, helyi idő szerint éjjel 00:55 és 01:48 (UTC+2) között történt a hajó Tallinnból (Észtország) Stockholm (Svédország) felé haladtában, Avo Piht kapitány parancsnoksága alatt. A süllyedés idejében az Estonia nemzetközi vizeken volt, de Finnország katasztrófavédelmi szektorában. A 2000 személyes fedélzeten 989 ember tartózkodott. A hajónak reggel 9:30-ra kellett volna megérkeznie Stockholmba.
Ahogy az évnek ezen szakában előfordul, a tenger igen viharos volt, 20–25 m/s (70–90 km/h) erősségű széllel és 6-10 méteres hullámokkal. Némely jelentések szerint a szél akár a 30 m/s (108 km/h) erősséget is meghaladhatta, mintegy 15 méteres hullámokkal (ez a Beaufort-skálán 10-11-es szélerősségnek felel meg). A többi hajótól eltérően az Estonia teljes sebességgel haladt.
A katasztrófa fő oka az orrkapu meghibásodására vezethető vissza. Bár az Estoniát eredetileg partközeli forgalomra tervezték, ennek ellenére a Tallinn—Stockholm közötti útvonala maximum 30%-40%-a húzódott partközelben, a többi pedig a nyílt tengeren. A nyílt vizű viharban az orrkapu zárja eltörött az erős hullámok ütéseitől, és a kapu levált a hajóról. Ez szabaddá tette a felhajtórámpát – amit a leváló orr-rész is megrongált – az erős hullámzás számára. A víz betört a rakodótérbe az autók közé, ami destabilizálta a hajót. Az ezután következő események eredményeképpen a hajó elsüllyedt. Hasonló okokból szenvedett katasztrófát a Herald of Free Enterprise 1987-ben és a Princess Victoria 1953-ban.
Az első figyelmeztető jel hajnali 1 óra körül egy furcsa fémes zaj volt az orrkapu felől. Ekkor az Estonia a turkui szigetvilág szélétől kb. 50 km-re járt. A személyzet megvizsgálta az orrkaput, de semmit nem találtak. A helyzetet súlyosbította továbbá két másik tényező is. Az Estonia nem rendelkezett első és hátsó kapuk előtti vízelválasztó zsilipekkel, amik a kapu leszakadása esetében – ha zárva tartják – igaz, megállásra kényszerítik a hajót, de a vizet nem engedik be. Ezen felül, tervezési hiba miatt, a hídról az orrkapu leengedett pozícióban nem volt látható, így a hídon nem is tudták, hogy a hajó orrkapuja leszakadt. A szerkezetek úgy szakadtak ki a helyükről, hogy az érzékelők a helyükön maradtak, így a kapitányi hídon nem jeleztek a műszerek nyitott ajtót. Csak miután a becsapódó vízmennyiség miatt először megdőlt a hajó – és a gépház jelentette, hogy víz van az alagsorban – vették vissza a sebességet, és fordította meg a kapitány a hajót. A szél ekkor dél-délnyugati irányból, a hullámok pedig észak-északnyugati irányból tépték a hajót. Röviddel a fordulás után a motorok is leálltak. 01:20-kor egy gyenge női hang hallatszott a hajó hangszóróiból: „Häire, häire, laeval on häire”, ami észtül annyit tesz: „Riadó, riadó, a hajón riadó van”. Egy pillanattal később a személyzetet riadóztatták, majd nem sokkal utána az általános „mentőcsónak-riadó” (hét rövid és egy hosszú kürtjel, melynek hallatán mindenki köteles a kijelölt gyülekezőhelyre menni) is elhangzott. Kicsivel később a hajó erősen (30-40 fokot) jobbra (starboard) dőlt, ettől kezdve gyakorlatilag lehetetlen volt a hajóban közlekedni (az ajtók és folyosók halálos vermekké váltak, mivel a vízszint már nem volt vízszint többé). Azok, akik később megmenekültek, eddigre már a kinti fedélzeten tartózkodtak, vagy a kinti fedélzetre vezető ajtók közelében másztak. A tömeg, a pánik, illetve a falakon és lépcsőkorlátokon való mászás szükségessége miatt ekkor már csak az erősebbek, a higgadtabbak és a szerencsésebbek voltak képesek a külső fedélzetre kijutni. Sokan ittasak is voltak. Akadtak, akik ekkor még nem ébredtek fel a dőlésre, vagy pedig a helyzet veszélyességét meg nem értve társalogtak a kabinjaikban. A menekülők közül sokan a mászástól kifáradva vagy a magasról leesve eszméletlenül feküdtek, vagy vérezve, sérülten ültek, és várták, hogy történjen valami.
Az SOS (illetve mayday) jelzést a hajó először 01:20-kor adta le a 16-os segélyhívó csatornán, de ekkor a legközelebbi finn-svéd – Silja Europa és Mariella nevezetű – utasszállító hajók még nem hallották/értették teljesen az üzenetet. Az első sikeres segélyhívást 01:22-kor hallotta meg a két hajó, ami annyi volt, hogy: "Mayday, mayday, Estonia, please". Bár a segélyhívás pontosabb részleteit az Estonia csupán finnül tudta ismertetni az Europával, a három hajó közti kommunikáció egyszerre több nyelven is zajlott (angolul, egy mondatig észtül, majd finnül és svédül is). Ráadásul az Estonia áramszünet miatt a pontos pozícióját sem tudta megadni, ami valamelyest késleltette a mentést.
Az Estonia rádióadása 01:29-kor mondat közben megszakadt, nem sokkal azután, hogy ismertették a pozíciójukat. Ekkor a hajó 90 fokos dőlésszögben lebegett a vízen. A túlélők szerint kb. 10-15 perccel később az Estonia orrkapu nélkül, majdnem átfordulva – a tengelye körül 135 fokot leírva – süllyedt el, orral az égnek, kb. 45 fokos dőlésszögben. A hajóból jövő hangokból ítélve, ekkor a belsejében még voltak, akik éltek, bár a tengerben lévők a hajón kívül semmit sem láttak a sötétben. Pár perccel később – a túlélők elmondása szerint – a hangok elhallgattak, és teljes csend lett. Az Estonia 01:46-kor tűnt el a finn parti őrség radarjáról. 01:48-kor még egy pillanatra előbukkant, majd véglegesen eltűnt.
A hajótest pozíciója bizonytalan, kb. az é. sz. 59,3839°, k. h. 21,6980°59.383900°N 21.698000°E koordináták alatt nyugszik, nagyjából 80 méter mélyen, az észtországi Hiiumaa szigettől 60 km-re északnyugati irányban.

## A mentés
Az Estonián tartózkodó 989 személyből mindössze kb. 250-nek sikerült kijutnia a hajó belsejéből a külső fedélzetre, de közülük is csak 138-at sikerült kimenteni a vízből élve. Egy ember a mentés után egy svéd kórházban halt meg, így 137 lett a túlélők száma. Az utolsó túlélőt reggel 09:00-kor emelték ki a vízből. A szerencsétlenség 852 emberéletet követelt, kik javarészt svédek és észtek voltak. Az áldozatok vagy még a hajóban a falakhoz, lépcsőkhöz csapódtak a hirtelen dőléskor, vagy megfulladtak (a vízben vagy a hajó belsejében), vagy pedig a hideg tengerben kihűltek – a víz csupán 10-12 fokos volt. Csak 95 holttestet találtak meg. A legfiatalabb túlélők egy 14 éves norvég és egy 16 éves orosz fiú voltak, a legidősebb pedig egy 65 év körüli finn férfi volt. A hajón utazó nők 5%-a, valamint a férfiak 22%-a élte túl a szerencsétlenséget. A kompon magyarok nem voltak.

### A hajók

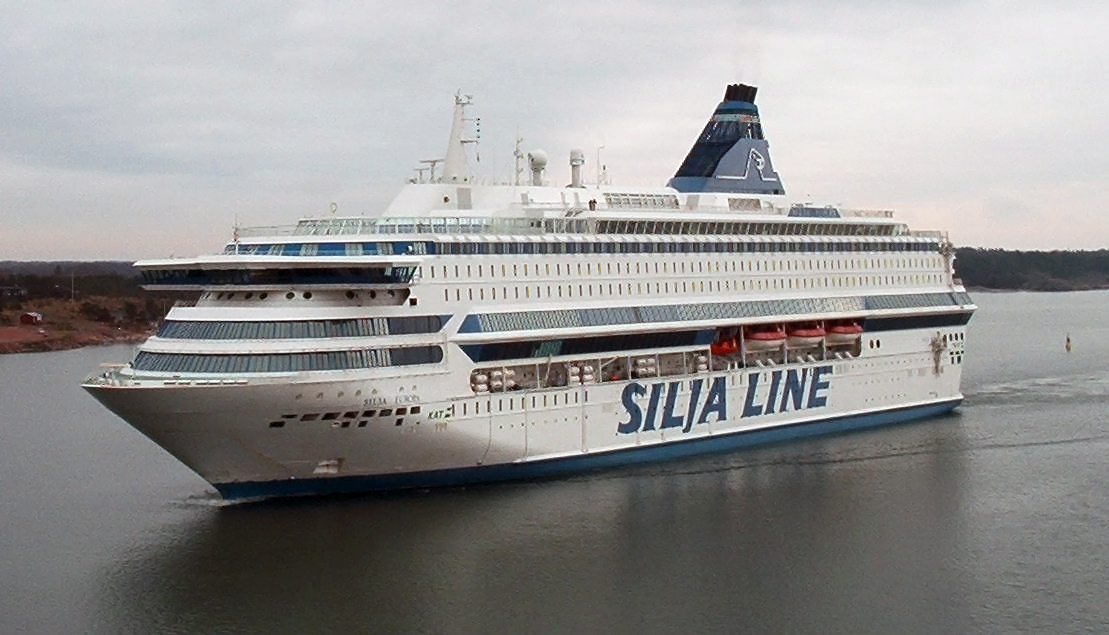
Silja Europa, a helyszín parancsnoka (OSC)

Az első hajó – a Viking Line Mariella nevű kompja – 02:12-kor, az első helikopter 03:05-kor ért a helyszínre. A környező hajók mozgását a Jelentés tartalmazza.
A mentési helyszín parancsnoka a Silja Europa kapitánya lett. A segítségnyújtást késleltette a rádióadások szakadozása, illetve megszakadása az akkor éjjeli rossz terjedési viszonyok miatt. Ezt a több száz kilométeres körzetben levő hajók mind megerősítették. Például az Europa csak 01:24-kor tudta elérni a térségben ügyeletes MRCC Turku tengeri mentési központot, a Mariellának pedig csak 24 perccel az Estonia segélyhívása után sikerült kapcsolatot teremtenie a legközelebbi hajóforgalmi irányító központtal, a Helsinki Radioval. A térségben egyes hajók csak 20-30 perccel később, több próbálkozás után tudtak a 16-os csatornán reagálni a helyzetre. Nagy részük rögtön a süllyedési helyszín felé fordult. Pár hajó kért engedélyt az Europától az útvonala folytatására, egy hajó pedig semmilyen módon nem reagált a történtekre.
A mentésben több mint 17 óra alatt 19 db különböző nemzetiségű hajó vett részt. Az odaérkezett kb. 8-12 emelet magas hajók megpróbálták reflektorozva körbeállni a helyszínt, remélvén, hogy a sodrás vagy a szél valamelyik irányba viszi a túlélőket. Hamar észrevették, hogy számos túlélőt már sokkal messzebbre is elsodort az áramlat, így a hajóknak valamennyire szét kellett szóródniuk. Egyes hajók nagyon lassan, kisebb túlélő csoportok mellé próbáltak állni, de a mentést nehezítette az egyre rosszabbodó időjárás. Voltak hajók, amik megpróbálták leengedni mentőcsónakjaikat, de az óriási hullámok miatt nem engedhették el őket, mert a csónakban lévő személyzetüket is életveszélybe sodorták volna. Az Estonia mentőmellényei javarészt régiek és hibásak voltak. A mentéssel próbálkozó hajók több mint 200 mentőmellényt valamint több tíz gumicsónakot dobtak le a fedélzeteikről.
Reggel 7:00 körül a Finnjet nevezetű hajó megszakította a részvételét a mentési akcióban, és engedélyt kért az útvonala folytatására Németországba, mert a rakodóterében, a 2-es fedélzet felhajtó rámpáján rögzített egyik gépkocsi elszabadult a nagy hullámzástól, és összetört két másik személyautót. Ezután a gépkocsikat nem tudták már rendesen rögzíteni. Habár abban az időben a Finnjet a világ leggyorsabb gázturbinás hajójának számított, felépítése miatt nagyobb hullámzásban nem tudott hajtás nélkül biztonságosan a vízen lebegni – az instabil rakomány csak súlyosbította a helyzetet –, ezért el kellett hagynia a helyszínt, különben a fedélzetén tartózkodó kb. 1000 utas és a 176 fős személyzet is veszélybe került volna.

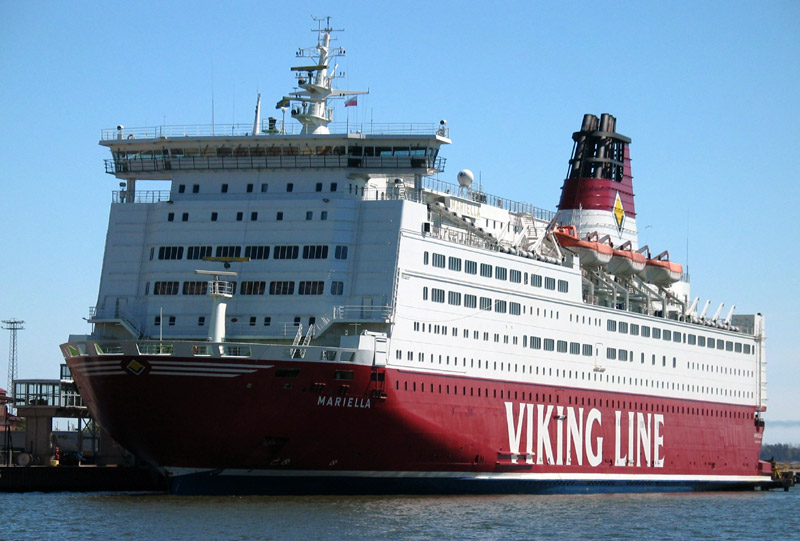
Mariella, az elsőként helyszínre érkezett hajó

A tragédia a több ezer szemtanújából szinte mindenkit megrendített. A mentésben részt vett utasszállító hajók fedélzetén legalább 6000-8000 utas tartózkodott, kik saját kabinjuk ablakain, valamint a folyosók üvegfalain keresztül nézték tehetetlenül a fuldokló emberek harcát az életükért a hullámok ellen.

### A helikopterek
A helikoptereknek egyenként kellett mindenkit kiemelniük, majd a legközelebbi hajó fedélzetére letenniük, illetve üzemanyag kiegészítés vagy komoly sérülés esetén a legközelebbi földi támaszpontra szállítaniuk. Az elmondások szerint az erős széllökésekkel járó viharban a helikopterek gyakran veszélyesen imbolyogtak, ettől függetlenül folytatták a mentést.

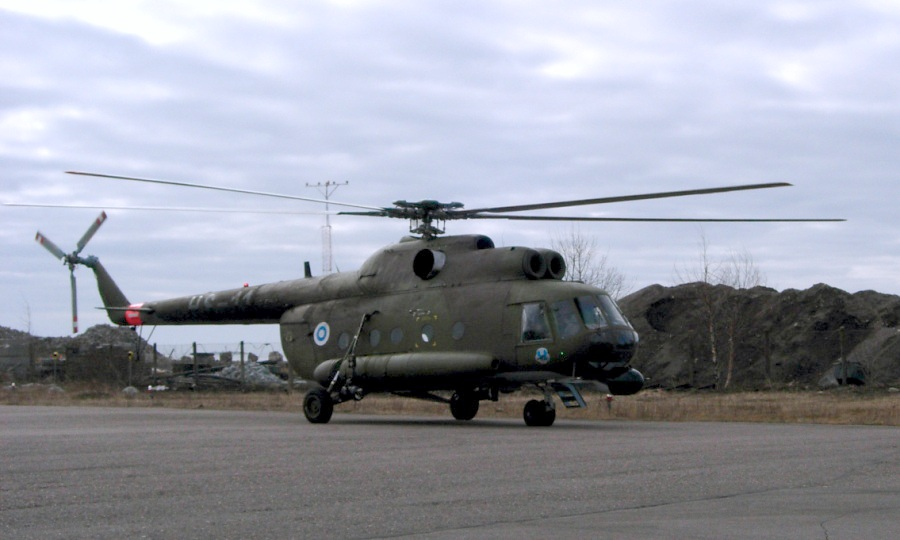
A mentésben a finn hadsereg Mil Mi-8-as helikoptereket is használt

A mentésben 26 db helikopter vett részt. Legmesszebbről Dániából, valamint a finn Lappföldről – Rovaniemiből – érkeztek a mentésre specializálódott helikopterek. A mentőhelikopterek javarészt finnek és svédek voltak, de akadtak észtek, oroszok és dánok is. A mentés során hat helikopter hibásodott, illetve rongálódott meg. Ebből öt a gyors javítás után visszatért a helyszínre, egynek viszont meg kellett szakítania a részvételét a mentőakcióban. Többnyire a helikopterek emelőgépezete rongálódott meg, illetve kettő rotorhibával küszködött. Az erős széllökések olyannyira imbolygatták őket, hogy a rotorjaik gyakran nagy megterhelésnek voltak kitéve. A leszállással a hajók fedélzetére csak a finn helikopterek mertek próbálkozni, de ez sem volt mindig lehetséges, mert az erősen hullámzó tenger miatt a 10-12 emeletes hajók is kiszámíthatatlanul imbolyogtak. A légi úton történő mentésben továbbá három (két finn és egy svéd) katonai felderítő repülőgép is részt vett. Az ő feladatuk a távolabb sodródott túlélők, valamint mentőcsónakok felderítése, illetve a rossz terjedés miatt a meg nem érkezett rádióüzenetek továbbítása volt.

### A vízimentők
A vízimentőket érte talán a legnagyobb fizikai, valamint lelki megpróbáltatás. Ők többnyire a helikopterekről leengedve vagy onnan a vízbe ugorva közeledtek a túlélőkhöz. Az utasszállító hajók is rendelkeztek vízimentőkkel, akiket az 1., 2. vagy a 3. fedélzeten lévő ún. „bunkerajtón” keresztül engedtek a vízbe. A vízimentők feladata a vízben lévő emberek kimentése, illetve a mentőcsónakok és gumicsónakok átvizsgálása, a benne talált túlélők kimenekítése, valamint a holttestek összeszedése volt. Eleinte a helikopterek csak a mentőgumicsónakokra merték leengedni a vízimentőket, de ez sok esetben nehéznek és lassúnak bizonyult az erős szél miatt, így inkább a csónakok és gumicsónakok közelébe tették le őket, majd a vízimentők maguk úsztak a túlélőkhöz és menekítették őket egyenként az emelőgép által leengedett kábelhez. Eleinte csak a túlélőket mentették – a halottakat csak akkor, ha volt hely a helikopterben, illetve ha a közelben nem akadtak máshol már túlélők –, de később a halottakat is mind kiemelték. Sajnos szinte minden vízimentő egyes túlélők elhalálozásának szomorú tanújává vált valamikor a mentés során:
- Egy svéd vízimentőt leengedtek egy megfordult mentőgumicsónakhoz, ahol már 12 halott és egy túlélő volt. A vízben úszó mentő és a sírógörcsös túlélő nyújtották egymás felé a kezüket (szó szerint karnyújtásnyira voltak egymástól), mikor egy kb. 10 méteres hullám elsodorta a túlélőt, aki többet nem került elő a vízből.
- Egy másik svéd vízimentő magához ragadott egy gumicsónakba kapaszkodó férfit a vízben, de mivel a helikopter emelőgépe éppen elromlott, egy másik helikoptert kellett hívni a kiemelésre, ami kevesebb, mint 10 perc alatt oda is ért, és leengedte a kábelét. Addig a vízimentő tartotta a kifáradt férfit. A másik helikopter érkezésekor a túlélő még élt, de mire a kábel biztonságosan leért hozzájuk (kb. 1-2 perccel később) a férfi már halott volt.

Effajta esetek szinte minden vízimentővel megestek. Az ehhez hasonló történetek, valamint a későbbiekben a holttestek egyenkénti kiemelése különösen megviselték a vízimentőket, akik közül sokan nem voltak képesek végezni munkájukat anélkül, hogy ki ne mutassák szomorú érzelmeiket. A 17 órás mentés során öt vízimentő súlyosan megsérült. A sérülések nagyrészt kéz- és lábtörések, valamint komoly zúzódások voltak, két esetben pedig súlyos agyrázkódás a vízben, mentés közben.

## Csodák és hőstettek
Az időjárási viszonyokat figyelembe véve a mentésben résztvevők közül szinte mindenki hősnek tekinthető, illetve a túlélők életakarata, valamint megmenekülésük szinte a csodával határos. Elképesztő és hihetetlen tettekre, döntésekre voltak egyesek képesek. Ezek közül néhány példa:

### A harmadik gépészmester története
Az Estonia süllyedésekor a gépházban felelős – 50 év körüli – harmadik gépészmester volt az első, aki jelentette, hogy víz van az alagsorban, illetve a rakodótérben. A gépházban rajta kívül ott volt még az egyik gépész asszisztens, valamint egy ügyeletes cső- és vízvezeték-szerelő kollégája. Mikor a hajó 20-30 fokban megdőlt oldalra és hamarosan mind a négy motor leállt, a kb. 20 éves gépész asszisztens pánikba esett. A harmadik gépészmester felküldte a vízvezeték-szerelővel a hídra, hogy jelentsenek. Ezután a harmadik gépészmester egymaga folyamatosan beindítgatta a két vészgenerátort, amik a dőlés miatt rendszeresen leálltak, és egy időben a vízipumpákat is járatta, hogy a hajó ne dőljön tovább. Egyedül tartotta fenn az egész hajó áramszolgáltatását, valamint próbálta fenntartani a hajót stabilizáló gépeket. Mikor az Estonia már 45 fokos dőlésszögben állt, a vészgenerátorokat a gépházban már nem tudta újraindítani. 15-20 másodperces teljes sötétség lett a hajón, majd a vészgenerátort helyettesítő, automata vészakkumulátor beindult a 8-as fedélzeten. A világítás ekkor visszajött. A harmadik gépészmester jelentette a hídnak, hogy elhagyja a gépházat, mert onnan már semmit sem tud tenni, és felmegy megnézni a vészakkumulátort. Maga után lezárta az összes lehetséges vízzáró ajtót. A hajó kéményében elkülönített, zárt vészkijáratban – mely teljesen sötét volt – egy hosszú (kb. 25-30 méteres) fém létra vezetett a 8-as fedélzetre a vészakkumulátorhoz. Miután a gépészmester a sötétben – a vészakkumulátor hangját követve – odaért a 8-as fedélzetre, a hajó már majdnem 90 fokos dőlésszögben lebegett. Az akkumulátor rendesen működött. Már épp a külső fedélzetre készült kimászni, mikor az akkumulátor leállt. Újra teljes sötétség lett a hajón. A harmadik gépészmester tudta, hogy a világítás a hajón gyorsítja a menekülést, és lehetőséget adhat még egyes bentszorultaknak, ezért jelentette a helyzetet a hídnak – ahonnan már nem érkezett válasz –, visszakúszott az akkumulátorhoz, és a zseblámpájával próbálta a hibát lokalizálni. Ekkor egyes helyeken már tört be a víz a hajóba. Rá kellett jönnie, hogy az akkumulátor rögzített üzemanyagtartálya a hajóval együtt elfordult, és a szívó nem ért az üzemanyaghoz. Ekkor a hajó már több mint 90 fokos dőlésszögben volt. A gépészmester ekkor még megpróbálta zseblámpával a szájában a műanyag üzemanyagtartályt leszedni, letépni a helyéről, hogy vízszintes helyzetben tarthassa, hogy az akkumulátor újra beinduljon, és ezzel vissza tudja hozni az áramszolgáltatást akár csak egy rövid időre is. Ez viszont szerszámok nélkül lehetetlennek bizonyult, így kikúszott a külső fedélzetre. Kint felfigyelt két utasra, akik reménytelenül próbálták eloldozni az egyik mentőcsónakot. Magára kapva egy mentőmellényt, hozzájuk sietett segíteni, de egy óriási hullám elsodorta mindhármukat. Az egyik férfi kezét egy pillanatra még meg tudta ragadni a vízben, de a következő hullám szétválasztotta őket, és a férfi eltűnt. A harmadik gépészmester később talált egy megfordult mentőcsónakot, amin az asszisztense, a vízvezeték-szerelő, valamint egy utas kapaszkodtak. Hárman felhúzták a harmadik gépészmestert és várták a mentést. A csónakon kapaszkodó utas valamelyik hullámmal eltűnt, a többieket kb. 4-5 órával a süllyedés után sikerült kimenteni.

### Kitartás egy ismeretlenért
Közvetlenül a hajó süllyedése után az Estonia egyik észt villanyszerelője talált egy üres mentőgumicsónakot a vízben. Felmászott rá, és felhúzta a tetejét, hogy ne verjenek be a hullámok, ám eközben mégis beleesett a vízbe, ahol egy fuldokló svéd utasra bukkant, aki szintén a gumicsónak felé tartott. Az észt villanyszerelő visszamászott a gumicsónakba, és megpróbált segíteni az utána jövő svédnek. Az észt egyfolytában biztatta őt, de a svéd férfi már annyira fáradt volt, hogy nem bírta magát felhúzni, a szerelő pedig nem bírta őt egyedül behúzni a gumicsónakba. A férfiak egymásba karoltak, és a szerelő megígérte neki, hogy nem fogja elengedni. A villanyszerelő a gumicsónakban hasalva csaknem 7 órán keresztül szorította egyfolytában a számára teljesen ismeretlen svéd férfit, valamint tartotta a fejét a víz fölött, a gumicsónak szélénél, míg egy helikopternek többszöri próbálkozásra sikerült reggel mindkettőjüket kimenteni.

### Rotorhiba

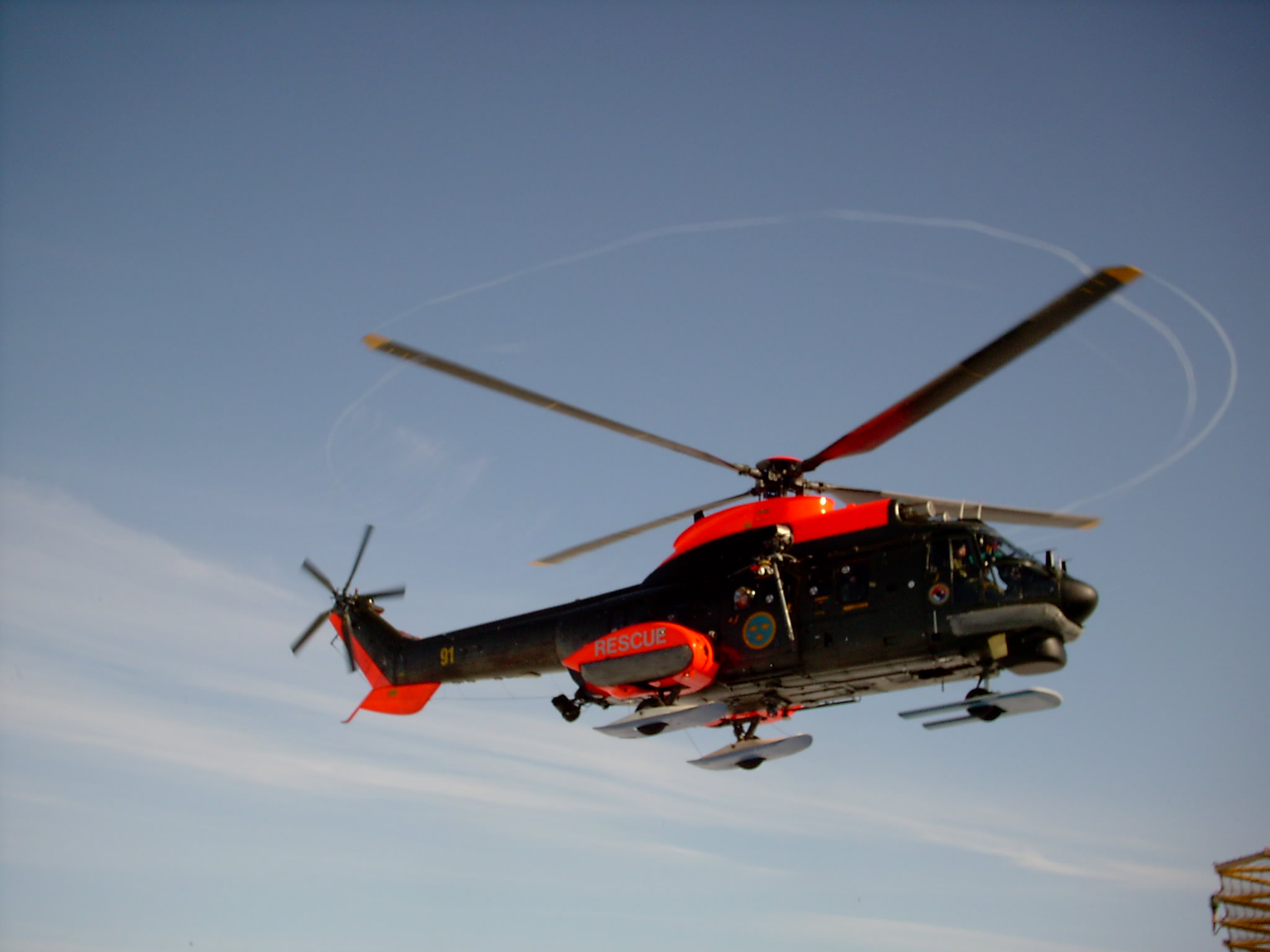
Svéd Super Puma mentőhelikopter. A meghibásodott helikopter is ilyen típusú volt

Egy svéd helikopter a mentés közben rotorproblémákkal küszködött. A Silja Europa kapitánya (OSC) elrendelte, hogy valamelyik hajó helikopter-leszállópályáján szálljon inkább le. A helikopterben ekkor 6 túlélő, valamint a személyzet 5 tagja tartózkodott. A helikopter egyetértett, de mivel éppen az utolsó embert kezdte kimenteni az egyik gumicsónakból, visszaválaszolt, hogy ezt a mentést még végrehajtja. Mikor a gumicsónak utolsó túlélője felkerült a helikopterbe, kiderült, hogy súlyosan sérült. Sürgős kórházi ellátásra, műtétre szorult, amit egyik hajó kórháza sem tudott volna elvégezni. A pilóta úgy döntött, hogy az erős szél és a vízben landolás veszélye ellenére is a legközelebbi kórházhoz repül (ami Finnországban, az ålandi Mariehamnon volt), különben a túlélő szinte biztos, hogy meghal. Egy másik svéd helikopter ugyanekkor – 4 túlélővel a fedélzetén – tankolásra szorult, így jelentette, hogy ő is inkább elrepül Mariehamnra, és a biztonság kedvéért egy mérföldes távolsággal követi a rotorhibás helikoptert. Az úton többször is kijelzett a rotorriasztás a pilótának, és ekkor mindig megremegett a túlélőket szállító helikopter. A földet éréssel is gondjai voltak. A leszállás után kb. 1,5 perccel a helikopter főrotorja magától leállt.

### Kis híján becsapódás azEuropába
Egy finn helikopter – 6 emberrel a fedélzetén – a Silja Europa fedélzetére leszállás közben került katasztrófahelyzetbe. A hullámzás miatt a fedélzet folyton mozgott. Egy csendesebb szakaszban a helikopter megpróbálkozott közeledni a leszállópályához, mikor a hajó fedélzete hirtelen kb. 10 m magasságba megemelkedett. A pilóta visszakapta a helikoptert, de a hajó mozgása által kifejlődött ideiglenes turbulencia miatt a helikopter zuhanni kezdett a 13 emeletes hajó fedélzete felé. Ekkor a pilóta, a katasztrófa megakadályozására, a zuhanás közben inkább a víz felé irányította a helikoptert. Egyszer csak a szél a rotorok alá kapott, és szinte egy-két méterre a víztől vissza tudott emelkedni a helikopter. Ha a finn pilóta a zuhanás közben nem a víz felé irányította volna helikopterét, az nagy valószínűséggel a Silja Europába csapódott volna, ami számos emberéletet követelt volna, és súlyosbította volna a már meglévő katasztrófát. Második leszállással már nem próbálkozott a pilóta, de a fedélzetén lévő embereket sikeresen leengedte a hajó fedélzetére.

### A részt vevő felek gyakorlatai
A mentésben részt vett hajók javarészt még napjainkban is működnek a Balti-tengeren, habár némelyik már más útvonalon jár. A szerencsétlenség óta az észt, svéd és finn utasszállító hajók, valamint Észtország, Svédország és Finnország tengeri mentőalakulatai és központjai minden év szeptember 28-án tartják meg az évi mentési és evakuációs gyakorlataikat a térségben, amit az áldozatokra emlékezve egyperces teljes elcsendesüléssel fejeznek be.

## A hajóroncs

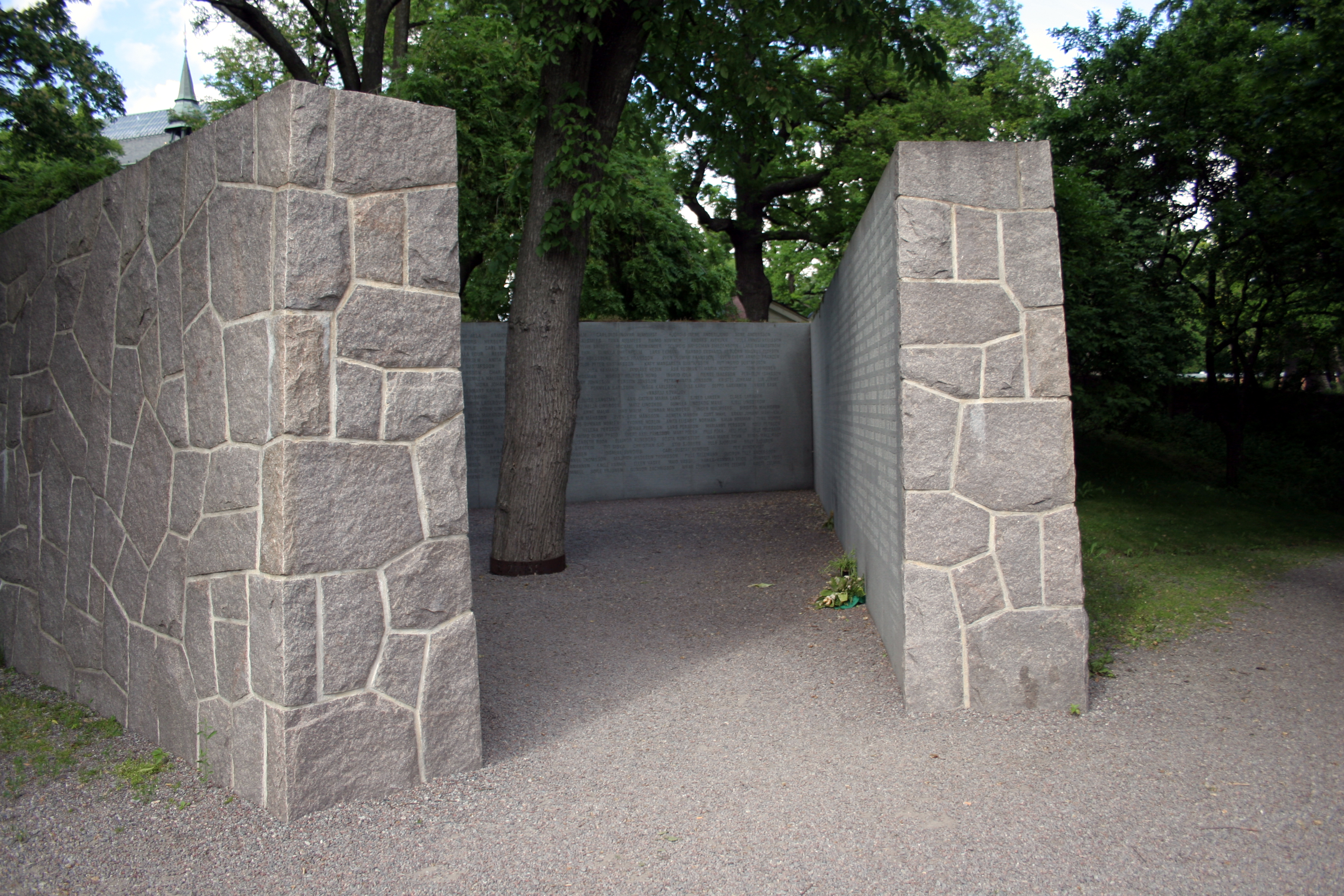
Estonia emlékhely Stockholmban, a Vasa Múzeum közelében

Az áldozatok hozzátartozói, érthető módon, a szeretteik kiemelését követelték a hullámsírból, hogy eltemethessék őket. Mivel a hajó viszonylag sekély vízben süllyedt el, többen az egész hajó kiemelését szorgalmazták, hogy így alapos vizsgálat nyomán a katasztrófa pontos oka megállapítható legyen.
A svéd kormány azonban a követeléseket különféle morális, pénzügyi és praktikus indokokkal minduntalan elvetette. Viszont, valamelyest elhamarkodottan, a hajótest betonba öntését javasolták a tenger fenekén, így biztosítva „illő nyughelyet” az áldozatok számára.
Végül az Estonia-egyezmény 1995-ben tett látszólag pontot az ügy végére. Svédország, Finnország, Észtország, Lettország, Dánia, Oroszország és Nagy-Britannia (amelynek látszólag semmi köze a Balti-tengerhez és az ott történtekhez) által aláírt egyezmény deklarálta a hajóroncs sérthetetlenségét, és megtiltotta az aláíró országok állampolgárai számára a roncs megközelítését is. A svéd hadsereg radarral ellenőrzi a helyszínt, és a svéd haditengerészet többször megzavart független kutatókat a helyszínen (habár a hajó nemzetközi vizek alatt nyugszik).

## Hivatalos jelentés
A balesetet vizsgáló bizottság a jelentését 1997 decemberében tette közzé. Vízalatti kamerák felvételei megerősítették, hogy a hajó orrkapu zárjai meghibásodtak, és a hajóorr levált, így szabad utat engedve a beáramló víznek. A szerkezetek úgy szakadtak ki a helyükről, hogy az érzékelők a helyükön maradtak, így a kapitányi hídon nem jeleztek a műszerek nyitott ajtót. A hajó nem rendelkezett az első és hátsó kapu mögötti vízelválasztó zsilippel, valamint ezen része csak belülről volt bekamerázva. A rakománytérben lévő kamera képén azonban látható volt a beáramló víz a rámpa körül. Ha a személyzet időben értesül a helyzetről, előbb megfordíthatták volna a hajót, így valamelyest csökkentve a beáramló vízmennyiséget. A bizottság javasolta a hasonló kompok felszerelését további érzékelőkkel és videokamerákkal.

## Alternatív magyarázatok
A szerencsétlenség nem teljesen tiszta körülményei, illetve azoknak a hatóságok által néhol „furcsa módon” való kezelése viszonylag hamar megindították a találgatásokat, majd független szakértők nyomozását. Ezek az információdarabkák egy alternatív elméletet rajzolnak ki, melynek nagy része azóta hivatalosan is megerősítést nyert.
Az amerikai Gregg Bemis és csapata által felszínre hozott fémdarab laboratóriumi elemzése robbanás nyomát mutatta ki. Ugyanez a csapat részletesen lefilmezte a roncsot, amin a hivatalos jelentésben nem, vagy nem úgy említett sérüléseket tapasztaltak.
Egy német újságíró, Jutta Rabe szintén nyomozást folytatott, melynek eredménye egy könyv, illetve a Balti vihar (Baltic Storm) című film lett. A nyomozás alapján az orosz titkosszolgálat a felelős a hajó elsüllyesztéséért. Az elmélet szerint a svéd titkosszolgálat az Estonia kompot használta orosz hadititkok és berendezések nyugatra csempészéséhez. Ugyancsak ő sejteti, hogy esetleg valamely nukleáris berendezés instabilitása iránti bizalmatlanság vezethette a svéd kormányt a „szarkofág-ötlet” felvetéséhez. Az elmélet szerint az orosz titkosszolgálat az előző szállítmányokra felfigyelt, és ezt a „manővert” meg kívánta akadályozni. A terv egy kisebb robbantás volt (ez lehetett a furcsa fémes hang, amire a személyzet is felfigyelt), ami miatt a hajó kénytelen lett volna visszatérni Tallinnba. Ez azonban vagy „túl jól” sikerült, vagy az időjárás volt durvább a kelleténél, mindenesetre a hajó elsüllyedt.
2004 őszén a svéd médiában botrány kerekedett, miután egy nyugdíjazott vámtiszt feltárta, hogy nem sokkal a 94-es katasztrófa előtt a svéd katonai hírszerzés ugyanazzal az Estoniával titkos orosz katonai elektronikai eszközöket szállított két alkalommal is, az utasokat élő pajzsként használva. Ezt az információt később Johan Hirschfeldt ügyészségi nyomozó is megerősítette, ám hozzátette: a rakomány mibenléte még 70 évig titkosított marad.
2005. szeptember 22-én Margus Kurm észt államügyész bejelentette: az észt hatóságok vizsgálata megerősítette, hogy 1994. szeptember 14-én és 20-án is katonai berendezéseket szállított a komp a svéd titkosszolgálatok részére. Ugyanakkor nem találtak információt arról, hogy a szerencsétlenség napján lett volna bármi „szokatlan” rakománya a hajónak.
Stephen Davis a New Statesman cikkében azt állítja, hogy az orosz berendezéseket a brit MI6 részére szállították a hajón. Ez megmagyarázná, miért írta alá Nagy-Britannia a számára teljesen távoli eseményt lezáró Estonia-egyezményt.

### A kapitány sorsa
2005 elején Jutta Rabe közzétette, hogy találtak egy helikopter-menetnaplót, amely bizonyítja, hogy az Estonia kapitánya (Avo Piht) és többen a személyzet tagjai közül nem haltak meg, mint ahogy a hivatalos nyilvántartásban szerepelt, hanem kimentették őket, és kórházba kerültek a szerencsétlenség éjjelén. Ez a kilenc ember azonban nem sokkal később nyomtalanul eltűnt. Viszont találtak tanúkat, akik találkoztak a személyzettel a kórházban. A személyzet tagjai még napokig a túlélők listáján voltak (ahol csak a megerősített túlélőket vették listába), mielőtt törölték volna onnan őket. A kapitány és a személyzet másik nyolc tagja sosem került elő.

## Fordítás
Ez a szócikk részben vagy egészben  a   MS Estonia című angol Wikipédia-szócikk ezen változatának fordításán alapul.  Az eredeti cikk szerkesztőit annak laptörténete sorolja fel. Ez a jelzés csupán a megfogalmazás eredetét és a szerzői jogokat jelzi, nem szolgál a cikkben szereplő információk forrásmegjelöléseként.